# Chroom(III)sulfaat
Chroom(III)sulfaat is het chroomzout van zwavelzuur, met als brutoformule Cr2(SO4)3. De stof komt voor als een rood-bruin kristallijn poeder, dat onoplosbaar is in water. De hydraten (monohydraat, pentahydraat en dodecahydraat) zijn groen tot violet en wel oplosbaar in water.
Chroom(III)sulfaat wordt veel gebruikt bij het leerlooien.

## Synthese
Chroom(III)sulfaat kan bereid worden door reductie van dichromaten met zwaveldioxide en waterstofsulfide: 
{\displaystyle {\ce {4K2Cr2O7 + 13H2SO4 + 3H2S -> 4Cr2(SO4)3 + 4K2SO4 + 16H2O}}}
Een variatie op deze reactie is de reductie van kaliumdichromaat met zwavelzuur en ethanol:
{\displaystyle {\ce {2K2Cr2O7 + 8H2SO4 + 3C2H5OH -> 2Cr2(SO4)3 + 2K2SO4 + 3CH3COOH + 11H2O}}}
Een andere mogelijkheid is de reactie van chroom(III)oxide met zwavelzuur:
{\displaystyle {\ce {Cr2O3 + 3H2SO4 -> Cr2(SO4)3 + 3H2O}}}